# Odium (album)
Odium (latinsky znamená nenávist) je druhé studiové album německé death metalové skupiny Morgoth vydané roku 1993 společností Century Media Records. Vyšlo i na audiokazetě.

## Seznam skladeb
1. "Resistance" - 4:49
2. "The Art of Sinking" - 3:34
3. "Submission" - 5:14
4. "Under the Surface" - 5:23
5. "Drowning Sun" - 5:13
6. "War Inside" - 4:40
7. "Golden Age" - 7:14
8. "Odium" - 6:16

## Sestava
- Marc Grewe - vokály
- Harold Busse - kytara
- Carsten Otterbach - kytara
- Sebastian Swart - basová kytara
- Rüdiger Hennecke - bicí/klávesy